# Pete Postlethwaite
 (mars 2012).
Si vous disposez d'ouvrages ou d'articles de référence ou si vous connaissez des sites web de qualité traitant du thème abordé ici, merci de compléter l'article en donnant les références utiles à sa vérifiabilité et en les liant à la section « Notes et références ».
Pete Postlethwaite est un acteur britannique, né le 7 février 1946 à Warrington dans le comté du Cheshire et mort le 2 janvier 2011 à Shrewsbury dans le Shropshire.

## Biographie
Peter William Postlethwaite  est né dans le comté du Cheshire, en Angleterre : il est le quatrième et plus jeune enfant de William et Mary Postlethwaite. Il s'intéressa dès l'école au théâtre. Cependant, son père agriculteur souhaitait qu'il ait une situation plus sûre. Peter opta donc pour un poste de professeur d'art dramatique. À 24 ans, il décida de vivre pleinement sa passion et d'en faire son activité principale. Il passa par plusieurs compagnies théâtrales du nord de l'Angleterre avant de rejoindre la Royal Shakespeare Company.
Il commença sa carrière cinématographique par des apparitions dans des séries télévisées. C'est grâce à ces rôles qu'il commence à se faire connaître, notamment aux États-Unis. Son premier succès est dans Distant Voices, Still Lives de Terence Davies en 1988. Les années suivantes, il alterne encore entre cinéma et télévision. C'est en 1992 que sa carrière prend un tournant. Il participe aux films Alien 3 et Le Dernier des Mohicans.
L'année suivante, il tient un rôle majeur dans Au nom du père de l'Irlandais Jim Sheridan. Pour ce rôle, Pete Postlethwaite est nommé pour l'oscar du meilleur acteur dans un second rôle en 1993. Pete est aussi bien connu pour le rôle du mystérieux avocat Kobayashi, dans le film Usual Suspects (1995). Son interprétation magistrale de Danny Ormondroyd dans Les Virtuoses (1997) est également l'une des plus saluées. Il joue aussi un second rôle dans le blockbuster Le Monde perdu : Jurassic Park.
En 2004, Pete Postlethwaite fut promu officier de l'Ordre de l'Empire britannique (OBE).
Marié et père de deux enfants, il meurt d'un cancer du pancréas le 2 janvier 2011 à 64 ans.
Son autobiographie, intitulée A Spectacle of Dust : The Autobiography, paraît de façon posthume en juin 2011.

## Filmographie

### Cinéma
- 1975 : The Racer d'Anthony Garner (court-métrage) : Eccp
- 1976 : Occupy! de Gael Dohany : l'acteur de le compagnie du Everyman Theatre
- 1977 : Les Duellistes (The Duellists) de Ridley Scott : l'homme rasant le Général Treillard
- 1983 : Fords on Water de Barry Bliss : le patron de Winston
- 1984 : Porc royal (A Private Function) de Malcolm Mowbray : Douglas J. Nuttol, le boucher
- 1988 : Le Complot (To Kill a Priest / Popieluszku) d'Agnieszka Holland : Josef
- 1988 : Distant Voices, Still Lives de Terence Davies : le père
- 1990 : Hamlet de Franco Zeffirelli : l'acteur jouant le Roi
- 1992 : Alien 3 de David Fincher : David
- 1992 : Killer Instinct (Split Second) de Tony Maylam et Ian Sharp : Paulsen
- 1992 : Le Dernier des Mohicans (The Last of the Mohicans) de Michael Mann : Capitaine Beams
- 1993 : Au nom du père (In the Name of the Father) de Jim Sheridan : Patrick « Giuseppe » Conlon
- 1994 : Suite 16 de Dominique Deruderre : Glover
- 1995 : Usual Suspects de Bryan Singer : Kobayashi
- 1996 : Jimmy de Maria Giese : Ken Jackson
- 1996 : Les Virtuoses (Brassed Off) de Mark Herman : Danny Ormondroyd
- 1996 : Cœur de dragon (Dragonheart) de Rob Cohen : Gilbert de Glockenspur
- 1996 : James et la Pêche géante (James and the Giant Peach) de Henry Selick : vieux monsieur (voix)
- 1996 : Roméo + Juliette de Baz Luhrmann : le Père Laurence
- 1997 : Brute (Bandyta) de Maciej Dejczer : Sincai
- 1997 : Crimetime de George Sluizer : Sidney
- 1997 : Le Baiser du serpent (The Serpent's Kiss) de Philippe Rousselot : Thomas Smithers
- 1997 : Amistad de Steven Spielberg : Holabird
- 1997 : Le Monde perdu : Jurassic Park (The Lost World : Jurassic Park) de Steven Spielberg : Roland Tembo
- 1998 : Les Géants (Among Giants) Sam Miller : Raymond 'Ray'
- 1999 : Wayward Son de Randall Harris : Ben Alexander
- 1999 : The Divine Ryans de Stephen Reynolds : Oncle Reg Ryan
- 2000 : L'Étrange Histoire d'Hubert (Rat) de Steve Barron : Hubert
- 2001 : Terre Neuve (The Shipping News) de Lasse Hallström : Tert Card
- 2002 : Cœurs inconnus (Between Strangers) d'Edoardo Ponti : John
- 2004 : Tout ou rien (Strange Bedfellows) de Dean Murphy : Russell McKenzie
- 2005 : Dark Water de Walter Salles : Veeck
- 2005 : Æon Flux de Karyn Kusama : Keeper
- 2005 : The Constant Gardener de Fernando Meirelles : Marcus Lorbeer
- 2006 : La Malédiction (The Omen) de John Moore : le Père Brennan
- 2007 : Closing the Ring de Richard Attenborough : Michael Quinlan
- 2007 : Liyarn Ngarn de Martin Mhando (documentaire) : lui-même[4]
- 2009 : L'Âge de la stupidité de Franny Armstrong (documentaire) : l'archiviste du futur
- 2009 : Solomon Kane de M. J. Bassett : William Crowthorn
- 2010 : Le Choc des Titans (Clash of the Titans) de Louis Leterrier : Spyros
- 2010 : Inception de Christopher Nolan : Maurice Fischer
- 2010 : The Town de Ben Affleck : Fergus "Fergie" Colm
- 2011 : Killing Bono de Nick Hamm : Karl

### Télévision
- 1979 : Afternoon Off de Stephen Frears (téléfilm) : le gardien du musée
- 1990 : L'Île au trésor (Treasure Island) de Fraser Clarke Heston (téléfilm) : George Merry
- 1991 : The Grass Arena de Gillies MacKinnon (téléfilm) : "la louche"
- 1994 : Sharpe's Company de Tom Clegg (téléfilm) : Sergent Obadiah Hakeswill
- 1994 : Sharpe's Enemy de Tom Clegg (téléfilm) : Sergent Obadiah Hakeswill
- 1994 : Martin Chuzzlewit de Pedr James (mini-série) : Montague Tigg
- 1999 : Lost For Words d'Alan J. W. Bell (téléfilm) : Deric
- 1999 : La Ferme des animaux (Animal Farm) de John Stephenson (téléfilm) : M. Jones/Benjamin (voix)
- 1999 : Alice au pays des merveilles (Alice in Wonderland) de Nick Willing (téléfilm) : le charpentier
- 2008 : Criminal Justice (série) : Hooch

## Voix françaises
| - Georges Claisse (*1941 - 2021) dans : - Dark Water - La Malédiction - Criminal Justice (série télévisée) - Solomon Kane - Georges Berthomieu (*1933 - 2005) dans : - Au nom du père - Les Virtuoses - Amistad - Gérard Rinaldi (*1943 - 2012) dans : - Cœur de dragon - Terre Neuve - The Town | Et aussi - Dominique Tirmont (*1923 - 2002) dans Hamlet - Bernard Tixier (*1938 - 2011) dans Killer Instinct - Michel Paulin dans Alien 3 - Simon Abkarian dans Usual Suspects - Pierre Hatet (*1930 - 2019) dans James et la Pêche géante (voix) - François Siener dans Roméo + Juliette - Mario Santini (*1945 - 2001) dans Le Monde perdu : Jurassic Park - Vincent Grass dans Le Baiser du serpent - Pascal Renwick (*1954 - 2006) dans La Ferme des animaux (téléfilm) - Philippe Catoire dans Alice au pays des merveilles (téléfilm) - René Morard dans Æon Flux - Peter Wollasch dans The Constant Gardener - Richard Leblond (*1944 - 2018) dans Le Choc des Titans - Jean-Bernard Guillard dans Inception |

## Distinctions

### Récompenses
- National Board of Review Awards 1995 : meilleur casting pour l'ensemble des acteurs de Usual Suspects
- Washington DC Area Film Critics Association Awards 2010 : meilleur casting pour l'ensemble des acteurs de The Town

### Nominations
- Oscars 1994 : meilleur acteur dans un second rôle pour Au nom du père
- BAFTA TV Awards 1995 : meilleur acteur pour Martin Chuzzlewit
- Saturn Awards 1998 : meilleur acteur dans un second rôle pour Le Monde perdu : Jurassic Park
- BAFTA TV Awards 2000 : meilleur acteur pour Lost for Words
- BAFTA TV Awards 2001 : meilleur acteur pour The Sins
- Washington DC Area Film Critics Association Awards 2010 : meilleur casting pour l'ensemble des acteurs de Inception
- Critics Choice Awards 2011 : meilleur casting pour l'ensemble des acteurs de The Town
- BAFTA Film Awards 2011 : meilleur acteur dans un rôle secondaire pour The Town